# Prostitution in Tadschikistan

Rechtliche Situation der Prostitution in Asien. (Rot = Verboten, Grün = Legal und reguliert, Blau = Legal, aber organisierter Betrieb verboten)

Prostitution in Tadschikistan ist legal, aber damit verbundene Aktivitäten wie Anwerbung, Beschaffung und Bordellhaltung sind verboten. Die Prostitution hat im Land seit dem Zusammenbruch der Sowjetunion zugenommen. UNAIDS schätzt, dass es in Tadschikistan 14.100 Sexarbeiterinnen gibt. Die offiziellen Zahlen der Regierung für 2015 betrugen 1777 Prostituierte und 194 Bordelle. Prostitution tritt auf der Straße und in Bars, Restaurants, Nachtclubs und Saunen auf. Die HIV-Prävalenz unter Sexarbeiterinnen beträgt laut UNAIDS 3,5 %.
Da es sich bei der Anwerbung um eine Ordnungswidrigkeit handelt, wurden verhaftete Prostituierte mit einer Geldstrafe belegt und freigelassen, während die Beschaffer strafrechtlich verfolgt werden und möglicherweise mit bis zu acht Jahren Gefängnis bestraft werden. Im Jahr 2015 wurde ein neues Gesetz verabschiedet, das die Geldbuße für die Anwerbung verdoppelte und die Bestrafung um 15 Tage Hausarrest verlängerte.
Als das ärmste Land, das aus der Sowjetunion hervorgegangen ist, ist wirtschaftliche Not ein Hauptgrund dafür, dass Frauen im Land in die Prostitution eintreten.
Sexhandel ist ein Problem im Land.

## Sextourismus in Tadschikistan
Tadschikistan ist hauptsächlich ein Sextouristenziel für Männer aus Afghanistan. Das vergleichsweise lockere Regime in Tadschikistan, die Armut des Landes und eine ähnliche Sprache (Persisch) machen es für Afghanen attraktiv, selbst wenn ein tadschikisches Visum bis zu 500 US-Dollar kosten könnte. Tadschikistan hat in Afghanistan einen schlechten Ruf, dass Männer, die nach Tadschikistan gehen, ihren Frauen sagen können, dass sie nach Indien gehen.

## Razzia 2014
Im Juni 2014 äußerte der Innenminister Ramazon Rahimov Bedenken hinsichtlich der Zunahme „unmoralischer Verbrechen“ und ordnete ein Vorgehen gegen die Prostitution an. Bordelle sollten durchsucht und Sexarbeiterinnen verhaftet und gewaltsam auf HIV und andere sexuell übertragbare Krankheiten getestet werden. 505 Sexarbeiterinnen wurden in den ersten Tagen in der Hauptstadt Duschanbe festgenommen. 450 hatten laut einer Erklärung des Ministers eine sexuell übertragbare Krankheit. 30 der Frauen wurden mit einer Geldstrafe belegt.
Die Prostituierten berichteten, dass dies zu Vergewaltigung, sexueller Demütigung und Polizeibeamten führte, die Sex forderten, um die Sexarbeiterinnen aus der Haft zu entlassen.